# Pacific Comics
Pacific Comics (PC) foi uma editora independente de quadrinhos norte-americana que teve seu ápice editorial entre os anos de 1981-1984. Também era uma rede de lojas e uma distribuidora de quadrinhos. A PC começou como uma loja em São Diego na Califórnia em 1974, os donos eram os irmãos Bill e Steve Schanes.
Junto com concorrentes como First Comics e Eclipse Comics, a editora aproveitou início do crescimento do chamado mercado direto, atraindo um número de roteiristas e desenhista que trabalharam para a DC e Marvel para produzir títulos que não precisariam ceder os direitos autorais para a editora e que não foram sujeitos ao Comics Code Authority, e, livre para apresentar conteúdos mais maduros.